# La Margenada (Riells del Fai)
La Margenada, o els Rebolls, és un paratge del terme municipal de Bigues i Riells, al Vallès Oriental, dins del territori del poble de Riells del Fai.
Està situat a la dreta del torrent del Villar, a les costes entre aquest torrent i la carretera BP-1432, al nord del punt quilomètric número 19, en el vessant nord-oest del Turó d'en Xifreda.